# Bubsy: The Woolies Strike Back
Bubsy: The Woolies Strike Back est un jeu de plates-formes sorti le 31 octobre 2017 seulement sur Playstation 4 et PC.

## Développement
Le jeu a été pour la première fois annoncé le 8 juin 2017 avec un petit teaser publier sur la chaine Accolade Games. Ce jeu marque un nouvel entrée pour la série Bubsy après Bubsy 3D sorti en 1996.